# 니야역
니야역(일본어: 新谷駅)은 일본 에히메현 오즈시에 있는 시코쿠 여객철도의 역이다. 역 번호는 U12이며, 상대식 승강장 2면 2선의 구조를 지닌 지상역이다. 이 역을 경계로 우치코 · 이요시 방면은 우치코 선, 이요오즈 방면은 요산선과 노선 명칭이 나뉘지만, 운행계통상은 나뉘지 않고, 전체의 열차가 상호로 직통해, 번호는 공동으로 나뉜다.

## 역 주변
- 국도 제56호선
- 마쓰야마 자동차도 오즈 요금소

## 역사
- 1920년 5월 1일 : 개업.
- 1987년 4월 1일 : 민영화에 따라, 시코쿠 여객철도로 이관.

## 인접 정차역
| 시코쿠 여객철도 우치코 선 | 시코쿠 여객철도 우치코 선 | 시코쿠 여객철도 우치코 선   |
| ------------------------- | ------------------------- | --------------------------- |
| U 12 기타야마 우치코 방면 | 우치코 선                 | 이요오즈 U 14 이요오즈 방면 |